# Rudniki (Opole)
Rudniki is een dorp in het Poolse woiwodschap Opole, in het district Oleski. De plaats maakt deel uit van de gemeente Rudniki en telt 897 inwoners.